# Andrzej Iwan
Andrzej Iwan (født 10. november 1959 i Kraków, Polen, død 27. december 2022) var en polsk fodboldspiller, der spillede som angriber. Han var på klubplan tilknyttet de polske klubber Wisła Kraków og Górnik Zabrze, tyske VfL Bochum og Aris Thessaloniki i Grækenland.

## Landshold
Iwan spillede i årene mellem 1978 og 1987 29 kampe for Polens landshold og scorede 11 mål. Han var med til at vinde bronze ved VM i 1982 og deltog også ved VM i 1978.